# Emilio Giacomo Cavalieri
Emilio Giacomo Cavalieri (Napoli, 24 luglio 1663 – Troia, 11 agosto 1726) è stato un vescovo cattolico italiano.

## Biografia
Era figlio dell'avvocato Federico, che ricoprì le cariche di segretario del Regno di Napoli e presidente della Camera della Sommaria, e di sua moglie Elena d'Avenia. Sua sorella Anna Caterina fu madre di Alfonso Maria de' Liguori.
Fu avviato agli studi giuridici dal padre ma, influenzato da padre Antonio Torres, nel 1684 decise di abbracciare la vita religiosa nella congregazione dei Pii operai e fu ordinato prete nel 1687. Il cardinale Antonio Pignatelli, arcivescovo di Napoli, lo nominò esaminatore dei confessori e degli ordinandi, esperto sinodale, consultore del tribunale del Santo Uffizio presso la Curia arcivescovile.
Sotto l'arcivescovo Giacomo Cantelmo, nel 1692 ebbe l'incarico di promuovere un processo contro alcuni noti ateisti napoletani che avevano causato l'espulsione dal Regno del ministro delegato per il Santo Uffizio, suscitando il malcontento della popolazione e sollevando violente proteste.
Grazie all'amicizia di papa Innocenzo XII, fu eletto vescovo di Troia, una delle più ricche diocesi del Regno.
L'attività pastorale del vescovo Cavalieri fu caratterizzato da una rigida disciplina, da un grande rigore morale e dall'impegno a costruire una Chiesa rinnovata nello spirito e ordinata nelle strutture; la sua lotta ad abusi e privilegi lo mise in conflitto con il clero locale. Edificò il nuovo seminario, promosse frequenti predicazioni di missioni al popolo e compì visite pastorali.
Fu amico e consigliere spirituale di Paolo della Croce, fondatore dei passionisti, e favorì la maturazione della vocazione in suo nipote Alfonso Maria de' Liguori, iniziatore dei redentoristi.
Morì a Troia nel 1726; nel 1969 fu iniziato il processo di beatificazione.

## Genealogia episcopale e successione apostolica
La genealogia episcopale è:
- Arcivescovo Dominic Maguire, O.P.
- Cardinale Ferdinando d'Adda
- Vescovo Emilio Giacomo Cavalieri, P.O.